# Rastoka (Gospić)
Rastoka je naselje u Hrvatskoj, u Ličko-senjskoj županiji koje se nalazi u sastavu je grada Gospića.

## Stanovništvo
- 1971. – 144 (Hrvati – 144)
- 1981. – 111 (Hrvati – 109, Jugoslaveni – 1, ostali – 1)
- 1991. – 82 (Hrvati – 79, Jugoslaveni – 1, ostali – 2)
- 2001. – 48
- 2011. – 33[4]

| broj stanovnika | 404   |       |       | 323   | 346   | 357   | 325   | 320   | 336   | 306   | 212   | 144   | 111   | 82    | 48    | 33    | 29    |
|                 | 1857. | 1869. | 1880. | 1890. | 1900. | 1910. | 1921. | 1931. | 1948. | 1953. | 1961. | 1971. | 1981. | 1991. | 2001. | 2011. | 2021. |

## Poznate osobe
- Josip Čorak, hrvač
- Grga Rupčić, pjesnik